# Planetozymal
Planetozymal, planetezymal – małe ciało niebieskie zbudowane ze stałej materii, zalążek planety tworzący się we wczesnym etapie ewolucji układu planetarnego.

## Nazewnictwo
Nazwa „planetozymal” powstała na początku XX wieku z połączenia słów „planeta” i „infinitezymalne”.
Lodowe i lodowo-skalne ciała będące analogiem planetezymali, z których powstały komety, nazywa się kometezymalami.

## Formowanie i dalszy rozwój
Na skutek łączenia się cząstek w dysku protoplanetarnym powstają ziarna, agregaty porowatej materii, które wychwytują kolejne cząstki wskutek zderzeń z małą względną prędkością. Dalszy wzrost skupień materii jest możliwy dzięki siłom grawitacji. Planetezymale mają rozmiary pośrednie pomiędzy ziarnami o rozmiarach rzędu centymetrów, a „planetarnymi embrionami” o rozmiarach rzędu 1000 km. Dalsze łączenie tych obiektów i kondensacja materii wokół nich prowadzi do powstania planet.
W przypadku Słońca proces kondensacji materii nastąpił ok. 4,6–4,5 mld lat temu. Materia, która nie weszła w skład Słońca i planet, utworzyła planetoidy, planety karłowate i meteoroidy, a jej skład oraz procesy, które miały miejsce na powierzchniach i we wnętrzach planetozymali można analizować na podstawie meteorytów. Na wczesnym etapie tworzenia się Układu Słonecznego silne oddziaływanie grawitacyjne formujących się planet – Marsa i przede wszystkim Jowisza, zapobiegło połączeniu się licznych planetozymali w większą całość pomiędzy nimi. W efekcie między tymi dwoma planetami pozostały liczne drobne ciała, a nie jedna planeta; późniejsze procesy dynamiczne i zderzenia między nimi utworzyły znany dziś pas planetoid.